# NGC 1256
NGC 1256 je galaksija u zviježđu Eridan.

## Vanjske poveznice
- SEDS: NGC 1256